# Don’t Stop!
Don’t Stop – drugi singel André Tannebergera z albumu Movin’ Melodies. Został wydany 15 marca 1999 roku i zawiera trzy utwory.

## Lista utworów

### Wydanie niemieckie
| Nr | Tytuł                       | Długość |
| -- | --------------------------- | ------- |
| 1. | Don’t Stop (Airplay Edit)   | 3:50    |
| 2. | Don’t Stop (SQ-1 Mix)       | 6:18    |
| 3. | Don’t Stop (C.L.U.B.B. Mix) | 5:49    |